# Marquesado de San Felipe el Real de Chile
El Marquesado de San Felipe el Real de Chile, es un título nobiliario español creado el 17 de diciembre de 1746 por el rey Fernando VI a favor de Diego Quint y Riaño.
Este Marquesado fue rehabilitado en 1923 por María Teresa Losada y González de Villalaz, VII marquesa de Olías, V marquesa de Otero, VII marquesa de Zarreal, XIV condesa de Santiago de Calimaya.

## Marqueses de San Felipe el Real de Chile
|                                 | Titular                                    | Periodo                  |
| Creación por Fernando VI        | Creación por Fernando VI                   | Creación por Fernando VI |
| ------------------------------- | ------------------------------------------ | ------------------------ |
| I                               | Diego Quint y Riaño                        | 1746 - ?                 |
| II                              | Juan Manuel Quint y Fernández Dávila       | ? - 1809                 |
| Rehabilitación por Alfonso XIII |                                            |                          |
| III                             | María Teresa Losada y González de Villalaz | 1923-1959                |
| IV                              | Luis de Urquijo y Losada                   | 1959-2011                |
| V                               | Fabiola Cortés-Funes y de Urquijo          | 2011-actual titular      |

## Historia de los Marqueses de San Felipe el Real de Chile
- Diego Quint y Riaño, I marqués de San Felipe el Real de Chile, casado con María Antonia Fernández Dávila. Le sucedió su hijo:

- Juan Manuel Quint y Fernández Dávila, II marqués de San Felipe el Real de Chile, casado con Luis Bouso Varela, sin descendencia. Le sucedió su hermano en 1809.
- Diego Quint y Fernández Dávila, se lo menciona como marqués en diversos documentos pero no llegó a recibir el acta de sucesión de manera oficial, murió muy pronto en 1811.

Rehabilitado en 1923, por:
- María Teresa de Losada y González de Villalaz (n. en 1886), III marquesa de San Felipe el Real de Chile, VII marquesa de Olías, VII marquesa de Zarreal, V marquesa de Otero, XIV condesa de Santiago de Calimaya, hija de Ángel Pedro de Losada y Fernández de Liencres, III marqués de los Castellones.

1. Casó con Luis de Urquijo y Ussía (1887-1956), I marqués de Amurrio. Le sucedió, por cesión a su favor, su hijo:

- Luis de Urquijo y Losada (n. en 1921), IV marqués de San Felipe el Real de Chile.

1. Casó con María Isabel Arana y Zurita. Le sucedió su nieta:

- Fabiola Cortés-Funes y de Urquijo (n. en 1972), V Marquesa de San Felipe el Real de Chile, hija de Fabiola de Urquijo y Arana (f. en 1991).[1]

## Nota
María Teresa de Losada y González de Villalaz y Luis de Urquijo y Ussía, distribuyeron sus títulos entre sus hijos, de tal forma que:
1. Ángel de Urquijo y Losada, fue II marqués de Amurrio.
2. Javier de Urquijo y Losada, fue XV conde de Santiago de Calimaya.
3. Ignacio de Urquijo y Losada, fue VI marqués de Otero.
4. Luis de Urquijo y Losada, fue IV marqués de San Felipe el Real de Chile.
5. María Luisa de Urquijo y Losada, fue VIII marquesa de Olías.

Sucesión en el Marquesado de Zarreal:
El Marquesado de Zarreal, pasó de María Teresa de Losada y González de Villalaz, a través de su hermano:
Eduardo Pedro de Losada y González de Vilalaz, casado con Virginia Drake y Fernández Durán a su hijo:
Emilio de Losada y Drake, III marqués de los Castellones, que casó con Carmen Penalva y Baillo, y de este a su hija:
María del Carmen de Losada y Penalva, actual marquesa de Zarreal, casada con Amil Rose Tate.